# 한국의 연호
한국의 연호는 고구려 및 신라, 고려가 사용하였다. 당시 연호라는 것은 중국에서 사용하는 것으로 다른 이민족 국가에선 그다지 중요하지 않았다. 고구려 및 신라가 독자적인 연호를 사용하였으며, 발해는 건국 이후 줄곧 독자적인 연호를 사용하였다. 고려는 자주국임을 강조하던 시대 분위기에 따라 독자적인 연호가 제정되었던 시기도 있다.

## 개요
한국 최초의 연호는 고구려 광개토왕이 사용한 영락(永樂)으로, 연호를 기년으로 사용한 기록이 전하는 최초의 사례이기도 하다. 이외에도 백제 칠지도에서 나오듯 한국에서는 많은 연호를 사용했을 것이지만 기록이 전해져 오지 않았다. 고려 이후로 편찬되어 현재까지 전해지는 역사서는 국왕의 재위년를 기년으로 사용하고 있다. 조선 말 및 대한제국 시절 고종과 순종 때에는 독자적인 연호를 사용하였다.

## 고구려
- 영락(永樂: 광개토왕 연간에 사용, 391~412)
- 영강(永康: 396년, 418년, 470년, 483년 또는 551년에 개원한 것으로 추정. 영강7년명주형광배에 보이는 고구려의 연호)[1]
- 연수(延壽: 451년 또는 511년에 개원한 것으로 추정. 연수원년명금석문에 보이는 고구려의 연호)[1]
- 건흥(建興: 476년, 536년 또는 596년에 개원한 것으로 추정. 건흥5년명금동석가삼존불에 보이는 고구려의 연호)[1]
- 연가(延嘉: 479년 또는 539년에 개원한 것으로 추정. 금동연가7년명여래입상에 보이는 고구려의 연호)[1]

## 신라
1. 건원(建元: 법흥왕, 진흥왕 연간에 사용, 536~550)
2. 개국(開國: 진흥왕 연간에 사용, 551~567)
3. 대창(大昌: 진흥왕 연간에 사용, 568~571)
4. 홍제(鴻濟: 진흥왕, 진지왕, 진평왕 연간에 사용, 572~584)
5. 건복(建福: 진평왕, 선덕여왕 연간에 사용, 584~633)
6. 인평(仁平: 선덕여왕 연간에 사용, 634~647)
7. 태화(太和: 진덕여왕 연간에 사용, 647~650)

- 이후 당의 연호를 사용

### 장안국
1. 경운(慶雲) 김헌창, 822~825)

- 경원(慶元)이라 기록된 사료도 있다.

## 발해
1. 인안(仁安: 무왕 연간에 사용, 719~736)
2. 대흥(大興: 문왕 연간에 사용, 737~793)
3. 보력(寶曆: 문왕 연간에 사용, 774~781?)
4. 중흥(中興: 성왕 연간에 사용, 794~795)
5. 정력(正曆: 강왕 연간에 사용, 796~808)
6. 영덕(永德: 정왕 연간에 사용, 809~812)
7. 주작(朱雀: 희왕 연간에 사용, 813~817)
8. 태시(太始: 간왕 연간에 사용, 817~818)
9. 건흥(建興: 선왕 연간에 사용, 819~830)
10. 함화(咸和: 대이진 연간에 사용, 831~858)

- 이후 연호에 대한 공식적인 기록이 없음.
- 고왕 때 천통(天統)이라는 연호를 사용했다는 등, 발해의 다른 연호들에 관한 일부 족보 및 위서 논란이 있는 기록이 전해지고 있으나 한국사학계에서는 신빙성이 없는 기록이라 판단하고 있다.

### 흥료국
1. 천경(天慶: 대연림, 1029~1030)

- 고려사에서는 연호를 천경 대신 천흥(天興)이라 기록되어 있다.

### 대발해
1. 융기(隆基: 고영창, 1115~1116)

## 후백제
1. 정개(正開: 견훤, 900~935)
2. 정개(正開: 신검, 935~936)

## 태봉
1. 무태(武泰: 궁예, 904)
2. 성책(聖冊: 궁예, 905~910)
3. 수덕만세(水德萬歲: 궁예, 911~914)
4. 정개(政開: 궁예, 915~918)

## 고려
1. 천수
2. 광덕
3. 준풍

### 대위국
1. 천개(天開: 묘청, 1135~1136)

## 조선
- 1894년 갑오개혁 이전까지 조선은 원칙적으로 독자적 연호는 쓰지 않았다. 다만 조선은 중국 연호에 보조하여 '갑자', '을축' 등의 간지(干支)와 황제가 쓰는 묘호를 붙여 '태조 원년', '정조 15년', '금상(今上) 5년' 등의 재위(在位) 연도를 원칙에 예외적인 조선 독자적 연호로 기재하였다.

1. 개국기년(開國紀年: 고종 연간에 사용, 1894~1895)
2. 건양(建陽: 고종 연간에 사용, 1896~1897)

다만 조선왕조실록 고종실록에서는 1876년부터 개국기년에 따라 “조선개국 485년”으로 기록하고 있다.

## 대한제국
1. 광무(光武: 고종 연간에 사용, 1897~1907)
2. 융희(隆熙: 순종 연간에 사용, 1907~1910)

## 일제강점기
- 일제강점기에는 일본의 연호를 사용.

1. 명치(明治, 1910~1912)
2. 대정(大正, 1912~1926)
3. 소화(昭和, 1926~1945)

## 대한민국
1. 대한민국 (大韓民國 : 1948. 8. 16.~1948. 9. 24.): 1919년(3·1 운동)을 원년으로 사용.[2]
2. 단군기원 (檀君紀元: 1948. 9. 25.~1961. 12. 31.) : 1948년을 단기 4281년으로 사용.[3]
3. 서력기원 (西曆紀元: 1962. 1. 1.~)[4][5]

## 조선민주주의인민공화국
1. 주체(主體: 1997년~): 1912년(김일성 출생일)을 원년으로 지정하여 1997년부터 사용하고 있다.

## 기타
- 태□(泰□): 칠지도의 명문에 등장하는 연호로, 대한민국 학계에서는 대개 동진의 연호 태화(太和)로 추정하고 있으나 일각에서는 백제 근초고왕 혹은 전지왕의 독자적인 연호라고 주장하기도 한다.[6][7]

## 같이 보기
- 연호
- 중국의 연호 목록
- 일본의 연호
- 베트남의 연호
- 몽골의 연호
- 타이완의 연호
- 도기(道紀): 증산도에서 쓰이는 기년법으로 1871년을 원년으로 잡고있다.
- 불기: 불교에서 쓰이는 기년법으로 나라별로 다른 기준을 두고있다. 한국 불교에서는 기원전 544년이 원년이다.